# Scottish Second Division 2011/12
Die Scottish Football League Second Division wurde 2011/12 zum 37. Mal nach Einführung der Premier League als dritthöchste schottische Liga ausgetragen. Zudem war es die siebenunddreißigste Austragung als dritthöchste Fußball-Spielklasse der Herren in Schottland unter dem Namen Second Division. In der Saison 2011/12 traten 10 Vereine in insgesamt 36 Spieltagen gegeneinander an. Jedes Team spielte jeweils viermal gegen jedes andere Team. Bei Punktgleichheit zählte die Tordifferenz.
Die Meisterschaft gewann der FC Cowdenbeath, der sich damit gleichzeitig die Teilnahme an der First Division-Saison 2012/13 sicherte. An den Aufstieg-Play-offs nahmen der FC Arbroath, FC Dumbarton und Airdrie United teil. Durch den Zwangsabstieg der Glasgow Rangers von der Premier League in die Third Division, stiegen neben Cowdenbeath auch der FC Dumbarton und Airdrie United nach den Play-offs auf. In der Relegation um den Verbleib in der Second Division spielten die Albion Rovers, die sich im entscheidenden Elfmeterschießen gegen FC Stranraer durchsetzen konnten. Absteigen in die Third Division musste dagegen Stirling Albion. Torschützenkönig mit 21 Treffern wurde Steven Doris vom FC Arbroath.

## Statistiken

### Abschlusstabelle
| Pl. | Verein              | Sp. | S  | U  | N  | Tore    | Diff. | Punkte |
| --- | ------------------- | --- | -- | -- | -- | ------- | ----- | ------ |
| 1.  | FC Cowdenbeath (A)  | 36  | 20 | 11 | 5  | 068:290 | +39   | 71     |
| 2.  | FC Arbroath (N)     | 36  | 17 | 12 | 7  | 076:510 | +25   | 63     |
| 3.  | FC Dumbarton        | 36  | 17 | 7  | 12 | 061:610 | ±0    | 58     |
| 4.  | Airdrie United      | 36  | 14 | 10 | 12 | 068:600 | +8    | 52     |
| 5.  | FC Stenhousemuir    | 36  | 15 | 6  | 15 | 054:490 | +5    | 51     |
| 6.  | FC East Fife        | 36  | 14 | 6  | 16 | 055:570 | −2    | 48     |
| 7.  | Forfar Athletic     | 36  | 11 | 9  | 16 | 059:720 | −13   | 42     |
| 8.  | Brechin City        | 36  | 10 | 11 | 15 | 047:620 | −15   | 41     |
| 9.  | Albion Rovers (N)   | 36  | 10 | 7  | 19 | 043:660 | −23   | 37     |
| 10. | Stirling Albion (A) | 36  | 9  | 7  | 20 | 046:700 | −24   | 34     |

Platzierungskriterien: 1. Punkte – 2. Tordifferenz – 3. geschossene Tore – 4. Direkter Vergleich (Punkte, Tordifferenz, geschossene Tore)
| Saison 2011/12 |

| Zum Saisonende 2010/11 |                                   |
| (A)                    | Absteiger aus der First Division  |
| (N)                    | Aufsteiger aus der Third Division |

## Relegation
Teilnehmer an den Relegationsspielen waren die Albion Rovers aus der diesjährigen Second Division, sowie die drei Mannschaften aus der Third Division, FC Queen’s Park, FC Stranraer und Elgin City. Die Sieger der ersten Runde spielten in der letzten Runde um einen Platz für die folgende Scottish Second Division-Saison 2012/13.
Erste Runde
Die Hinspiele wurden am 9. Mai 2012 ausgetragen. Die Rückspiele am 12. Mai 2012.
|              | Gesamt |                 | Hinspiel | Rückspiel |
| ------------ | ------ | --------------- | -------- | --------- |
| Elgin City   | 1:2    | Albion Rovers   | 1:0      | 0:2       |
| FC Stranraer | 5:1    | FC Queen’s Park | 3:1      | 2:0       |

Zweite Runde
Das Hinspiel wurde am 16. Mai 2012 ausgetragen. Das Rückspiel am 20. Mai 2012.
|              | Gesamt |               | Hinspiel | Rückspiel       |
| ------------ | ------ | ------------- | -------- | --------------- |
| FC Stranraer | 3:3    | Albion Rovers | 2:0      | 1:3 (3:5 i. E.) |